# Western Washington Vikings
A Western Washington Vikings (más néven WWU Vikings) a Washington állambeli Bellinghamben található Nyugat-washingtoni Egyetem tizenhárom sportcsapatát összefogó, a National Collegiate Athletic Association második divíziójában, illetve a Northwest Collegiate Rowing Conference-ben szereplő sportegyesület.
A sportegyesület öt férfi (kosárlabda, cross-country, golf, labdarúgás és atlétika) és nyolc női (kosárlabda, cross-country, golf, evezés, labdarúgás, softball, atlétika és röplabda) sportágat kínál; ezek mindegyike az NCAA tagja, kivéve a női evezést, amely csapat az NCRC-ben játszik. Korábban az egyesület válogatott sportjai között amerikai foci, férfi evezés, gyeplabda, férfi úszás, férfi- és női tenisz, illetve birkózás is volt.
A Vikingsnek a válogatott sportágakon kívül klubcsapatai (baseball, férfi evezés, mászás, kerékpározás, lovaglás, vívás, műkorcsolya, jégkorong, dzsúdó, férfi- és női lacrosse, férfi- és női rögbi, vitorlázás, úszás, tenisz, férfi- és női ultimate, férfi- és női röplabda, férfi- és női vízilabda, vízisí és birkózás) is vannak.
A WWU sportoló hallgatóinak átlagosan 69%-a szerez diplomát, amely 15 százalékponttal magasabb a többi, az NCAA kettes divíziójában szereplő intézmény eredményénél.

## Csapatok

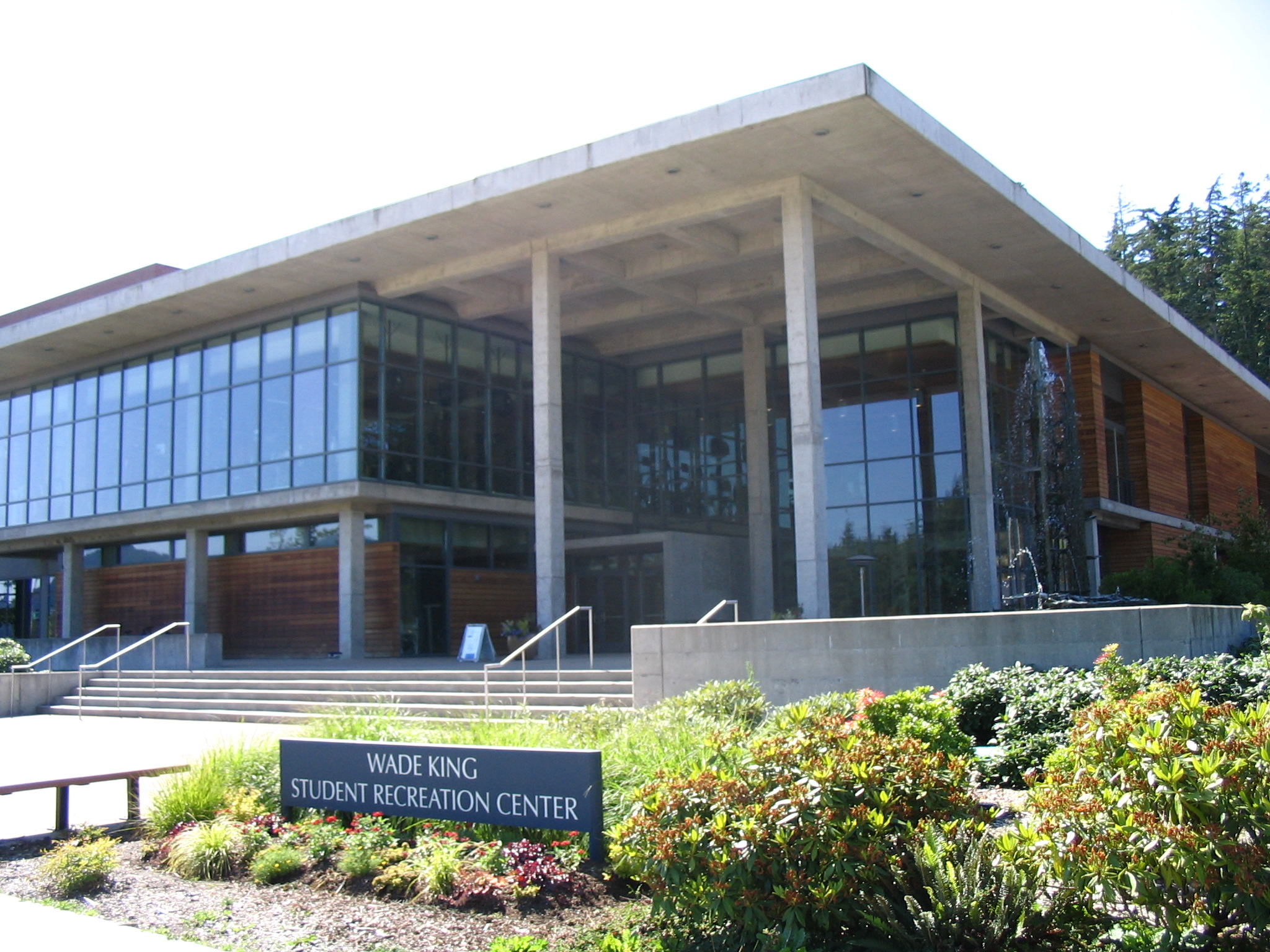
A Wade King Hallgatói Rekreációs Központ

A 2010–11-es idényben a WWU az NCAA II-es divíziójában szereplő 310 csapat közül a Sports Director's Cup hetedik helyére került, amely az intézmény történetének második legmagasabb helyezése; a 2008–09-es évadban tizedikek, a 2009–10-esben pedig hatodikak lettek. Az egyesület NCAA-beli tagsága óta nyolcszor szerepelt a top 50-ben, valamint tagságuk első tizenhárom évében mindig bekerültek a legjobb száz közé. A 2010–11-es Great Northwest Athletic Conference-beli győzelmük egymás után a harmadik, összesen a hetedik volt; az egyesület teljesítményével a röplabdában, a férfi- és női teniszben és a női kosárlabdában az első, a férfi- és női cross-countryban, a férfi- és női szabadtéri tornában, a férfi fedettpályás tornában, valamint softballban pedig a második helyezést érte el.
A fentieken kívül a Vikings az alábbi eredményeket érte el:
- 2005 és 2011 között a női evezés II-es divíziójában hét egymásutáni nyereség; az eredményt ez a csapat érte el elsőként
- A 2007-es nemzeti röplabdabajnokság második helye, valamint az NCAA 2002 és 2004 közötti időszakában az 57 csapat negyedik leghosszabb győzelmi szériája
- 1998-as NAIA nemzeti softballbajnokság első helyezése
- 1982–84 között harmincnyolcadszori győzelem női amerikai-futballban

A WWU a 2011–12-es idényben az NCAA II-es divíziójának férfikosárlabda-bajnoka; ez Washington állam történetében 1976 óta a második alkalom, hogy egyetemi csapat ilyen jó eredményt érjen el. A Vikings bejutott a férfikosárlabda-bajnokság 2001-es, valamint a nőikosárlabda-bajnokság 2000-es elődöntőibe. Az egyetem a négy éves képzést kínáló iskolák között a legjobb 15 között van, ezáltal tizenkét NCAA-bajnokságon vehettek részt.
1903-tól 2008-ig a sportegyesületnek válogatott amerikaifutball-csapata is volt, amely szintén az NCAA II-es divíziójában, illetve a Great Northwest Athletic Conference-ben versenyzett. A sportcsapat a Cascade Cup, illetve Battle in Seattle tornákon évente játszott a Central Washington Wildcatsszel.

## Nemzeti bajnokságok
A WWV 11-szer nyert bajnoki címet; egyszer a NAIA, tízszer pedig az NCAA kötelékében:
| Szövetség | Divízió | Sportág              | Év   | Ellenfél                  | Eredmény |
| --------- | ------- | -------------------- | ---- | ------------------------- | -------- |
| NAIA      | I       | Softball             | 1998 | Simon Fraser Clan         | 5–1      |
| NCAA      | II      | Női evezés           | 2005 | Mercyhurst Lakers         | 20–12    |
| NCAA      | II      | Női evezés           | 2006 | Barry Buccaneers          | 20–15    |
| NCAA      | II      | Női evezés           | 2007 | UC San Diego Tritons      | 20–15    |
| NCAA      | II      | Női evezés           | 2008 | UC San Diego Tritons      | 20–15    |
| NCAA      | II      | Női evezés           | 2009 | Mercyhurst Lakers         | 18–13    |
| NCAA      | II      | Női evezés           | 2010 | Seattle Pacific Falcons   | 20–11    |
| NCAA      | II      | Női evezés           | 2011 | Mercyhurst Lakers         | 20–13    |
| NCAA      | II      | Férfi kosárlabda     | 2012 | Montevallo Falcons        | 72–65    |
| NCAA      | II      | Női amerikai futball | 2016 | Grand Valley State Lakers | 3–2      |
| NCAA      | II      | Női evezés           | 2017 | Central Oklahoma Bronchos | 17–16    |

A fentieken kívül a Vikings az alábbi, II-es divízióbeli bajnokságokon győzött:
| Sportág            | Év   |
| ------------------ | ---- |
| Országúti kerékpár | 2007 |
| Cyclocross         | 2007 |
| Cyclocross         | 2009 |
| Férfi jégkorong    | 2013 |
| Női kézilabda      | 2014 |
| Vízisí             | 2015 |

## Fordítás
Ez a szócikk részben vagy egészben  a   Western Washington Vikings című angol Wikipédia-szócikk ezen változatának fordításán alapul.  Az eredeti cikk szerkesztőit annak laptörténete sorolja fel. Ez a jelzés csupán a megfogalmazás eredetét és a szerzői jogokat jelzi, nem szolgál a cikkben szereplő információk forrásmegjelöléseként.